# Agente segreto (serie televisiva)
Agente segreto (Man in a Suitcase) è una serie televisiva britannica in 30 episodi trasmessi per la prima volta nel corso di una sola stagione dal 1967 al 1968.
È una serie di spionaggio incentrata sulle vicende dell'agente segreto McGill detto “Mac”, una spia free lance che lavora su diversi casi in viaggio per l'Europa e che non si separa mai dalla sua valigetta.

## Trama
Nell'episodio Man From The Dead si scopre il passato di McGill e i motivi che lo hanno spinto a diventare una spia free lance. Durante un incarico di sei anni prima, McGill aveva scoperto che uno scienziato occidentale chiamato LeFarbe si stava preparando a disertare in URSS. Anche se aveva intenzione di intercettare il disertore, gli fu ordinato di dimettersi dal suo superiore Harry Thyssen. Poco dopo, LeFarbe si era recato effettivamente in Russia. Accusato di complicità, il suo superiore veniva ucciso in un incidente di barca a vela ed egli veniva costretto a dimettersi dal servizio. Sei anni dopo, McGill scopre che Thyssen è ancora vivo e che sta lavorando come marinaio su un cargo russo ma agisce come un corriere di informazioni segrete da parte di LeFarbe. Lo scienziato è in realtà un doppio agente che fornisce preziose informazioni ai sovietici.
Su questa base, Agente segreto è una serie sui tradimenti, la sfiducia e l'inganno. A causa della sua non ufficialità e sul suo status semi-illegale, McGill spesso viene assunto da clienti senza scrupoli e, senza volerlo, utilizzato per fini criminali o come un capro espiatorio. In diverse occasioni, alcuni personaggi della US Intelligence sbucano dal suo passato e lo attirano in situazioni pericolose; in certe situazioni viene ricattato o indotto a partecipare a missioni fuori dall'ordinario. La caratterizzazione di McGill è complessa. Sentendosi tradito dalla vita e dal suo paese, può apparire esteriormente come scontroso, lunatico e taciturno ma queste caratteristiche mascherano una sensibilità interiore. McGill prova compassione per le vittime delle sue missioni, e qualche volta cerca di aiutarli, spesso a proprie spese.
Il livello di violenza ritratta nello spettacolo era senza precedenti per una serie prodotta dalla ITC Entertainment. Ciò era voluto affinché i personaggi e le situazioni apparissero reali. McGill più volte viene ferito a colpi di arma da fuoco o accoltellato, e finisce ricoverato in ospedale in più di un episodio.

## Personaggi e interpreti
- McGill (30 episodi, 1967-1968), interpretato da Richard Bradford.
- Johnson (3 episodi, 1967-1968), interpretato da Warren Stanhope.

### Guest star
Tra le guest star: Stuart Damon, Jane Merrow, Basil Dignam, Ed Bishop, Anton Rodgers, George Sewell, Philip Madoc, John Gregson, Barbara Shelley, Rodney Bewes, Felicity Kendal, Rupert Davies, Colin Blakely, Ray McAnally, Bernard Lee, Jacqueline Pearce e Donald Sutherland.

## Produzione
La serie, ideata da Dennis Spooner e Richard Harris, fu prodotta da Incorporated Television Company e girata nei Pinewood Studios a Iver Heath in Inghilterra. Le musiche furono composte da Albert Elms e Ron Grainer.

### Registi
Tra i registi della serie sono accreditati:
- Charles Crichton in sei episodi (1967-1968)
- Peter Duffell in sei episodi (1967-1968)
- Robert Tronson in cinque episodi (1967-1968)
- Freddie Francis in quattro episodi (1967-1968)
- Pat Jackson in tre episodi (1967)

### Sceneggiatori
Tra gli sceneggiatori della serie sono accreditati:
- Richard Harris in 28 episodi (1967-1968)
- Dennis Spooner in 28 episodi (1967-1968)
- Stanley R. Greenberg in cinque episodi (1967-1968)
- Edmund Ward in quattro episodi (1967-1968)
- Jan Read in quattro episodi (1968)
- Philip Broadley in tre episodi (1967)
- Bernie Cooper in due episodi (1967-1968)
- Donald Jonson in due episodi (1967-1968)
- Kevin Laffan in due episodi (1967-1968)
- Francis Megahy in due episodi (1967-1968)
- Reed De Rouen in due episodi (1968)
- Wilfred Greatorex in due episodi (1968)

## Distribuzione
La serie fu trasmessa nel Regno Unito dal 27 settembre 1967 al 17 aprile 1968 sulla rete televisiva Independent Television. In Italia è stata trasmessa con il titolo Agente segreto.
Alcune delle uscite internazionali sono state:
- nel Regno Unito il 27 settembre 1967 (Man in a Suitcase)
- negli Stati Uniti il 3 maggio 1968
- in Germania Ovest il 6 dicembre 1968 (Der Mann mit dem Koffer)
- in Francia il 6 marzo 1970(L'homme à la valise)
- in Spagna (Ejército secreto)
- in Norvegia (Mannen med kofferten)
- in Finlandia (Matkalaukkumies)
- in Italia (Agente segreto)

## Episodi
| Stagione       | Episodi | Prima TV UK |
| -------------- | ------- | ----------- |
| Prima stagione | 30      | 1967-1968   |